# Edoardo Fadini
Edoardo Fadini (Viladrau, 26 agosto 1928 – Torino, 16 dicembre 2013) è stato un critico teatrale italiano.

## Biografia
Studioso e promotore teatrale attivo prevalentemente a Torino tra gli anni Sessanta e i Duemila, Edoardo Fadini nasce in Spagna, nella cittadina di Viladrau, ma durante la guerra franchista torna in Italia con la famiglia che si stabilisce a Milano.
Giovane studente di filosofia frequenta la Comunità di “Nomadelfia” di padre Davide Turoldo dove si avvicina ai movimenti giovanili più attivi di quegli anni. Negli anni Sessanta si trasferisce a Torino per lavorare come redattore presso l’editore Einaudi e poi da Boringhieri, traducendo volumi di Mircea Eliade o Marthe Robert, e si iscrive al Partito Comunista. Dal 1961 al 1970 diventa critico teatrale del quotidiano “l'Unità” (la cui edizione piemontese è diretta dal futuro sindaco della città Diego Novelli) e poi dal 1965 al 1975 è collaboratore di “Rinascita”, diretta da Bruno Schacherl.
Dal 1966 all’inizio degli anni Settanta, ha lavorato per l’Unione Culturale di Torino organizzando rassegne di teatro di ricerca e dove porta Carmelo Bene con il primo Pinocchio (1966), numerosi spettacoli del Living Theatre (e molti altri tra i gruppi più rappresentativi di quegli anni), ma anche un’importantissima rassegna, la prima in Italia, del New American Cinema alla presenza di Jonas Mekas e Jerome Hill e poi musica sperimentale e di ricerca come il gruppo Antidogma, che all’epoca era tra i più attivi della città.
In quegli anni di grandi movimenti culturali e politici si occupa anche del Decentramento teatrale a Torino per conto del Teatro Stabile diretto allora da Gian Renzo Morteo e Giuseppe Bartolucci, portando il teatro nei quartieri delle Vallette, Falchera e Mirafiori (Via Artom). Con Bartolucci e Morteo inizia a interessarsi ai primi gruppi di teatro di "ricerca" in Italia e frequenta i primi Festival Internazionali in Europa come Nancy, Avignone e Belgrado.
Ha fondato e diretto la rivista “Teatro” in codirezione con Ettore Capriolo e Giuseppe Bartolucci, con i quali diresse anche "Nuova corrente", e in seguito la rivista “Fuoricampo”. Nel 1967 organizza con alcuni critici (tra cui Franco Quadri e Giuseppe Bartolucci) il primo Convegno Internazionale del Nuovo Teatro (a Ivrea e alla Olivetti oltre che all’Unione culturale di Torino) a cui parteciparono le personalità artistiche e teatrali più all’avanguardia di quegli anni (da Luca Ronconi a Sylvano Bussotti, da Carmelo Bene a Carlo Quartucci, Dario Fo e Franca Rame e moltissimi altri). Dal 1987 al 1992 lavora per il Festival Internazionale del Nuovo Teatro di Chieri.
Nel 1974 ha diretto la casa editrice Studio Forma di Torino, specializzata in volumi sul teatro e l’arte d’avanguardia (Viaggio di Camion di Carlo Quartucci, Il teatro e l'immaginario di Meme Perlini, Il teatro di strada di Assemblea Teatro e molti altri...).
Nel 1975 ha fondato il Cabaret Voltaire di Torino che ha diretto fino al 1994: una piccola sala al primo piano di via Cavour che in breve tempo diventa uno dei primi centri del Teatro di ricerca italiano ed internazionale.
In quegli anni ha prodotto e realizzato come autore e co-direttore spettacoli sperimentali quali: Ecce Homo Machina (Biennale di Venezia 1981), Inferno, Purgatorio, Paradiso (dalla Divina Commedia, Torino 1976, ’78, ’79), Storia Universale dell’infamia/Ultimi giorni dell’umanità (da Borges e Kraus, Torino 1980). Durante questo periodo di fermento culturale e artistico ha invitato nella sala di via Cavour e nei principali teatri torinesi i maggiori spettacoli d’avanguardia a livello mondiale: dal Living Theatre a Bob Wilson, da Pina Bausch a Carmelo Bene, da Tadeusz Kantor a John Cage, Philip Glass, Allen Ginsberg e Laurie Anderson, da Quartucci a Leo De Berardinis e Perla Peragallo, Rino Sudano, Meme Perlini, Emanuela Kustermann e Giancarlo Nanni, Magazzini Criminali, Societas Raffaello Sanzio, fino a teatro Settimo e Valter Malosti con le loro prime produzioni. È stato Docente presso il DAMS all’Università degli Studi di Torino dagli anni Ottanta agli anni Novanta.
Nel 2002 (anno della morte di Carmelo Bene) ha organizzato una grande mostra a Palazzo Barolo e un Convegno alla Galleria d'Arte Moderna di Torino a cui hanno partecipato critici, studiosi, letterati, attori, fotografi e produttori che hanno lavorato, conosciuto e apprezzato la vita e l'arte di uno tra i più grandi interpreti del Novecento. Gli atti sono stati editi con il titolo Il sommo Bene: ricordi, testimonianze e racconti dal mondo della cultura e dello spettacolo, a cura di Rino Maenza, Calimera, Kurumuny, 2019.